# 麻原彰晃
麻原彰晃（日语：／ Asahara Shōkō，1955年3月2日—2018年7月6日），本名松本智津夫，生於日本九州熊本縣八代市。1980年代化名為麻原彰晃，是邪教組織「奥姆真理教」教主、殺人犯、恐怖份子、恐怖組織「真理国」神聖法皇（領導人）。
1984年，麻原彰晃成立一個融合藏傳佛教、印度教、基督教、奧修、瑜伽、气功等元素的新興宗教「奧姆真理教」。一度有15,000名信眾，還在俄罗斯、斯里蘭卡設立支部，涉及大量詐騙、違法吸金、恐嚇取財、性侵犯、綁票、謀殺，其資產高達一百多億日圓。
麻原的終極目標是想要成為日本之王，曾組黨參選，想先當上內閣總理大臣，但選舉慘敗，於是打算發動武裝暴動，推翻日本政府，設計奧姆真理教的顛覆國家計畫，開始各種恐怖攻擊。1995年3月，造成13人死亡、6,500人受傷的東京地鐵沙林毒氣事件爆發，麻原彰晃被捕。也被查出涉及指使松本沙林毒氣事件、坂本堤律師滅門慘案、龜戶異臭事件等13宗恐怖活動。2018年7月6日，經時任法務大臣上川陽子批准後，麻原與原教團核心幹部早川紀代秀、井上嘉浩、新实智光、土谷正實、中川智正和遠藤誠一執行绞刑。第四屆安倍內閣為此加強警方戒備，嚴防信眾報復。7月26日，上川陽子批准林泰男（又名「小池泰男」）、岡崎一明、橫山真人、端本悟、丰田亨、廣瀨健一等六人處決，至此全案13名死刑犯全數伏法。

## 家族
麻原的祖父曾為朝鮮日治時期派駐朝鲜半島的警官。父亲生于今日的南韓全羅北道益山市，在日本二戰投降、日治時期結束後，才被盟軍遣返，回到熊本老家，是疊蓆（榻榻米）織造商人。麻原一家共有九名兄弟姊妹，麻原彰晃排行老七，其中有兩位兄長是盲人，家境清寒。
麻原彰晃與其妻松本知子共有6名婚生子女，由於麻原有高達百人以上的女信徒情婦，使得他的私生子女數量很難計算，他的女兒松本聡香稱他至少有15名私生子女，他承認的共有12名子女。
- 長女：1978年生
- 次女：松本宇未（日语：松本宇未，假名），1981年生
- 三女：松本麗華（日语：松本麗華），又作「松本里香」，1983年4月生，在2004年3月、4月分別被和光大學和文教大學拒絕入學，原因都是怕其父的身份會影響其他學生的情緒，她只好提出訴訟，並在贏得判決後，進入文教大學就讀，順利畢業[2][9]。
- 四女：松本聰香（日语：松本聡香，假名），1989年生。她從未喊過麻原彰晃一聲父親，從出生起就必須以「尊師」稱呼麻原。「尊師」不但逼迫她吃下混有瓷器碎片的煎蛋，更會在寒冬中逼她穿上單薄的衣物在戶外站好幾個小時，甚至是逼迫她泡在熱水中，直到失去意識。麻原彰晃等人因東京地鐵沙林毒氣事件被逮後，松本聪香轉而交由其他教徒扶養，那時她才不到6歲，她的遭遇在父母被逮後仍然沒有改善[2][9]。
- 長子：1992年生。
- 次子：1994年生，考入埼玉縣春日部市春日部共榮中學（日语：春日部共栄中学高等学校），但被拒绝入学。2006年4月7日，他在东京地方裁判所对校方提起求偿5000万日元的损害赔偿诉讼[18]。

## 生平

### 早年
1955年，松本智津夫生於熊本縣八代市，其患有先天性白內障，一目完全失明，另一目視力極差（僅剩下60%视力）。但因為眼睛還有微弱視力，並學過一些柔道與防身術，幼年即在盲童寄宿學校中霸凌其他盲童，同學稱「對他而言，暴力就像嗜好。他一火大就無法停手」。
松本早年學习針灸，十九歲時取得針灸師執照而離開盲人學校，後兩度投考東京大學法律系，都落榜。1976年松本被控傷害罪，並被處以罰款。1978年，松本結婚，並在千葉縣船橋市開辦針灸院。1980年，松本加入新興宗教阿含宗；1981年，山口組曾意圖刺殺他唯最终未能成功。1982年開辦漢方藥店“亞細亞堂”，為了詐財，他出售用橘子皮浸醋做成的“萬能草藥”，服用后完全無效，甚至出现拉肚子的情况。随后被指控賣假藥而遭逮捕、罰款，而後受到波顛闍利《瑜珈經》的影響，開始自學瑜珈與冥想，據說因此前往印度，並買了幾本奧修的書，兩年後成為一名瑜伽教練，並吸收印度教中濕婆派與左道性力的觀念，開始創立奧姆真理教。

### 創教
1983年，松本智津夫在东京都澀谷區樱丘町注册一间名为“凤凰庆林馆”的補習班，随后化名为麻原彰晃，其中“麻原”与“阿修罗”谐音，“彰晃”与“释迦”谐音。1984年2月，麻原设立奥姆真理教的前身，瑜伽道場“奥姆神仙会”，1986年，麻原自稱前去喜馬拉雅山脈修道，並說他已覺悟，得到「最終解脫」。1987年，他將「奧姆神仙會」改称“奥姆真理教”，自称教主，並經常在公眾顯示自己在空中漂浮的合成照片，藉以吸引信眾，尤其是被泡沫經濟影響的年輕人。1988年，麻原与和十四世达赖有深交的班玛噶波接近，并表示：“想请藏传佛教的长老看看自己的修行到了哪种程度”。班玛噶波介绍其在达兰萨拉的宗教文化厅和当地长老一起冥想、修行，并获得很高评价。因此，达赖喇嘛接见了麻原彰晃，麻原並利用此事大作文章，達賴多次澄清，僅以為他是一位日本來訪的密宗信徒而已，讚揚他有心向佛，未曾給予其灌頂，達賴還多次否認跟他的關係，更是聲明並未接受其捐獻。
麻原彰晃為了傳教，無所不用其極，他聲稱三歲時就靈魂出竅，六歲時就直接死亡後復活，還有奪舍、他心通等法術，自稱是婆羅門教的濕婆神、佛教的摩訶迦羅（大黑天），基督教的耶穌、埃及的印和闐與法老王、中國的明太祖日本的德川家康轉世，是釋迦牟尼佛的真傳弟子，是最後一位救世主、真正的彌賽亞，要對世界萬民作「最後的審判」，殺死所有的敵基督與不信者，還宣稱第三次世界大戰、大爆炸與彗星撞地球即將發生，導致世界末日，只有信奉他的教徒可以倖免於難，麻原透過讓信徒服用安非他命與LSD迷幻藥的方式，使奥姆真理教的信徒對他非常崇信，一度达到神職人員1,400人，平信徒1.4万人的庞大规模，他還會選擇名校出身的律師、醫生和科學家當「閣員」，且封那些重要的幹部為「阿難尊者」、「文殊菩薩」等。
在美國的紐約與加州，還有俄羅斯等地區，也有信徒上万人。

### 教內敗行
麻原彰晃有「戒殺」之語，絕對禁止殺生，但「尊師」麻原彰晃的命令是例外。他下令的殺人被定位成「拯救」，將殺人行為當成一種實踐教義的正當行為，並稱這種行為叫「頗瓦」（Phowa，又譯破瓦），因此麻原擁有化武工廠，可製造爆裂物與毒氣，教徒參與殺人搶劫等犯罪。對於信眾清規森嚴，信眾必須素食，標準的餐點是只吃米飯（最好是糙米）、蔬菜、豆類、湯和水果（最好是香蕉），絕對不准葷腥，但麻原本身却每天大魚大肉，還拿炸蝦天婦羅當夜宵。
麻原「嚴禁邪淫」，命令信徒不得與配偶或戀人以外的人發生性行為，甚至禁慾，不許自慰。但麻原彰晃凌駕一切戒律，夜夜姦淫女信徒，並有自己的後宮情婦部隊「荼枳尼天」，共有一百多名情婦，頭號情婦「教團財務大臣」石井久子（又被稱為「女帝」，與麻原育有三個孩子）專人替他「選妃」，對象通常是12歲到20歲貌美的處女，最多不可以超過25歲，麻原就從這支「荼枳尼天」部隊，夜夜召集許多個女信徒同時臨幸，進行男女雙修歡喜法（即性交）。女信徒入教時，照片會被送到教團總部，然後依麻原喜好挑選，麻原彰晃特別喜歡膚白、長髮的未成年處女，入選者將直接由麻原本人面試，並進行「做愛測驗」，若符合資格而得到麻原寵幸，便能坐享許多特權，其中有相當美貌的一些女子日後成為模特，還有女性離開教團後，成為AV女優。麻原的縱慾「歡喜法」，被信徒尊稱為「尊師的性行為」。
麻原彰晃宣稱這其實是一種犧牲，他曾經說：「這是為了讓少女們得以提升到至高境界，我作為最終解脫者，只好勉為其難用旁門左道為她們進行宗教儀式。」麻原彰晃所謂的「宗教儀式」，其實就是變態的性交。麻原彰晃與情婦們性交時，除了體內射精的情況下，情婦們還必須含著其精液，並以口對口接吻互傳、飲用，說這就像飲用基督的寶血一樣。麻原還效法俄國顛僧拉斯普丁，將性交對象的陰毛剃下，用瓶子蒐集再貼上姓名，麻原被捕的時候，警方就曾沒收了100瓶女性陰毛。
麻原彰晃除了吸收女教徒作為性奴外，更用心斂財，他高價販賣自己的頭髮、鬍鬚、指甲、血液、精液、淋巴細胞，甚至是洗澡水，並聲稱服用後可以獲得解脫，有大批信徒買單，麻原的洗澡水煮菜每200毫升要價2萬日圓，含有他微量血液的食物則要價100萬日圓，甚至連他的頭髮、指甲都能被當成聖物販賣，頭髮每根1,000日圓，有時還會被分配到麻原的陰毛，麻原坐駕的名車無數，有賓士、寶馬、保時捷、法拉利、麥拉倫、藍寶堅尼、瑪莎拉蒂、奧斯頓馬丁等，他大多使用傀儡的名義登記，最愛的是一輛白色的勞斯萊斯。最後麻原把許多信徒的全部財產剝削，其激烈的言論如「不論是哭是喊，都要全部搶下來」、「剝奪身外之物，是積累功德的偉大事業」、「為幫助靈魂的飛躍而剝奪所有」等。他還宣稱得到天啟、神示，耶和華告诉他《圣经》启示录的異象即將出現，信徒要出家并将全部财产布施给该教，方可获救。據1995年11月警視廳關於該教資產的調查報告，奧姆真理教信徒布施金額達一百幾十億日圓，不動產實際價值約為30億日圓，從1989年至1995年，總資產在短短6年內擴大了250倍，這些金錢成為恐怖攻擊的資本。甚至麻原被捕時，床上枕頭底下還藏著1000萬日圓現金。
麻原彰晃種種惡行逐漸導致信眾反感而退出教團，麻原主張「絕對不許叛教」，設置了單人牢房，把對教團有疑問的信徒關進單人牢房內，播放麻原的講道錄音，直到該信徒崩潰為止。凡是得知有想要退教的，麻原還會唆使教眾加以痛毆、虐打、電擊，甚至肉刑或謀殺，不少有意打退堂鼓的信徒（甚至親人）遭虐殺或「被失蹤」，甚至強行注射麻醉劑、興奮劑，或拷打致死。包括在1989年欲退教而遭絞死的田口修二，還有勸阻妹妹捐出全部身家的仮谷清志等。隨著社會輿論的反感，麻原開始強調教團內部有警方臥底潛伏，所以要求信徒互相監視、告密，麻原並開始試圖思想控制，麻原命令他的「治療省大臣」林郁夫醫生開發了一種「吐實藥」硫噴妥鈉，硫噴妥鈉的作用，是使一個人自我意識減低，得到放鬆，所以很難說謊，麻原於是命令幹部們，將懷疑的信徒綁來，使用「吐實藥」，來測驗其忠誠度。麻原變本加厲，為了自保，也對信徒使用電擊。麻原也曾經將一名女信徒綁來測試，女信徒使用「吐實藥」後，自認是「被綁架來的」，於是被連續三次100瓦的電擊，女信徒回答「不知道為甚麼在這」，經過這樣的虐待後，許多受過電擊的被害者因而腦損傷，有的失憶，有的變成閱讀障礙或文盲。

### 恐怖活動
1989年11月4日，曾打擊過統一教的「反邪教律师」坂本堤（33歲）接受受害信徒的投訴，意圖為信徒主持正義，坂本堤質疑麻原是邪教神棍，因麻原彰晃宣稱自己的血液具備某種神奇力量，坂本堤於是說服了麻原提供自己的血液樣本做測試，結果麻原彰晃與一般人的血液「一模一樣」，毫無特別之處，麻原彰晃惱羞成怒。當時坂本堤打算在TBS電視揭弊，TBS電視臺的員工將此事洩漏給麻原彰晃，於是麻原彰晃稱「用妨礙『真理』攫取的金錢生活，也算是惡業」的罪名，命令村井秀夫、早川紀代秀、岡崎一明、新实智光、端本悟和中川智正等六名教內幹部將坂本堤一家三口滅門，他們闖入坂本堤的家，用鐵錘擊傷坂本堤，然後痛毆他的妻子坂本都子（29歲），並把其愛子坂本龍彥（1歲2個月）注射氯化鉀毒死。之後，他們相繼對重傷的坂本夫婦注射氯化鉀，最後把坂本夫婦絞死。
1990年2月日本众议院的选举中，麻原彰晃组建真理党，派出24名核心幹部，连同自己在内，共25人参加此次选举，尽管花费了两亿多日圓之多，麻原彰晃本人仅获得1,783张选票，其它24人也全部落选。麻原彰晃经过这次國會重挫之后，认为用合法手段难以达到其政治目的，于是走上了与政府对抗，以武力夺取政权的道路，欲藉由恐怖攻擊殺害「天皇、宰相、閣員、國會議員及廣大的東京民眾」定1991年為「救濟元年」（教團內部以此作年號使用），一方面在知名大学、科技业、日本自卫队及政府中发展信徒，其中不少是优秀的医生、化学家、物理学家和电脑奇才，并在自卫队中安插间谍；一方面大量购置武器，组织武装力量，研制沙林毒气，1992年，麻原带领40名成员赴剛果民主共和國（扎伊尔），希望获得伊波拉病毒作为大屠杀的工具，但最后并未成功。
1994年，奥姆真理教开始实施“白色爱之战士计划”（后改名“武装爱教突击队”），公然培养士兵，准备与国家权力机关对抗。其教内的科技省为教团装备1,000支步枪和100万发子弹，作为以後發動暴動、夺取政权的主力。这支部队的主要成员是奥姆真理教的出家修行信徒。麻原利用在俄罗斯传教的关系，借用俄军信徒，设计了所谓“军训旅游”，安排日本信徒到俄罗斯特种部队受训，以使其具备戰爭的能力。奥姆真理教甚至从前苏联买回了一架苏制Mi-17武装直升机和一台军用检测芥子气的仪器，开设地下兵工厂，計畫在1995年11月實施「十一月戰爭」，在國會開幕式上，使用從前蘇聯購入的軍用直升機在東京上空散播沙林毒氣、炭疽桿菌、肉毒桿菌和VX神經毒劑等有毒氣體，乘著日本陷入混亂之際，利用日本的武器攻擊外國，引發美國、俄國、北韓之間的核戰爭，然後教團便可統治處於無政府狀態的日本，創造一個新的日本帝國，也就是真理國，最終統治全世界。
1994年2月，麻原率领奥姆真理教内村井秀夫、井上嘉浩、新实智光、早川紀代秀、遠藤誠一、中川智正等重要人员访问中国。麻原非常崇拜和尚出身、参加明教夺得天下的明太祖朱元璋，所以自称明太祖转世，并且前往明孝陵参拜。麻原彰晃在中国说：“1997年，我将成为日本之王；到2003年，世界大部分地区都将纳入奥姆真理教的势力范围，仇视真理的人必须尽早杀掉。”6月27日，麻原發動松本沙林毒氣事件，造成8人死亡與至少600人受傷；更在翌年（1995年）3月20日發動東京地鐵沙林毒氣事件。
1995年5月16日，麻原被认定为“地铁沙林事件”等案件的嫌疑人，於山梨縣的道場遭逮捕，被捕當日，麻原還指使教徒製造了東京都廳包裹炸彈事件，寄出一份黑索金炸藥的郵包炸彈到時任東京都知事青島幸男的辦公室，刺殺青島幸男，結果在東京都廳秘書室發生爆炸，造成一名職員受傷被截肢。

### 入獄
麻原入獄後，被關押在東京拘留所的獨居房，展現出精神病的樣子，一直胡言亂語，使用混雜英語的日語，與許多怪異的聲音，甚至食用自己的排泄物，所以獄方設有專人照料他，並每天幫他洗澡。後來在审判中，他一直展現出精神病的樣子，或者强调一系列事件都跟自己無關，自己并未参与或下指示，都是弟子自作主张，他頂多算是督導不週。他可自行用餐散步，需人協助沐浴，偶爾會自言自語，但被通知有訪客時，他從不答腔。
2004年2月27日，麻原被東京地方法院一审判处死刑；同月30日：辯護團向東京高等法院所提出程序異議，再遭駁回；2006年9月15日日本最高法院駁回特別抗告，死刑定讞，但由于同案犯高桥克也仍然在逃，死刑迟迟无法执行。高桥2012年被捕，2018年1月无期徒刑定谳。奥姆真理教事件，因而全案结案。雖然麻原一直展現自己患有精神病的樣子，但直到2017年5月醫師仍然鑑定麻原精神正常。

### 伏法
2018年7月6日，奉時任法務大臣上川陽子批准，执行麻原的死刑。
麻原於7月6日早上七時醒來後，用餐完畢后刑務官依例告知他今日即將執行絞刑。麻原彰晃選擇不需要臨終教誨（臨終祈禱），並向刑務官表示由四女兒松本聰香领取遺骨、遺物，刑務官為了謹慎，還向麻原確認了一次，最終在設有小佛龕的前室蒙眼與戴上手銬，然後在絞刑室伏法。麻原彰晃死後，安倍內閣官房長官菅義偉表示，已指示警察當局作好萬全因應，避免信徒自殺「殉教」或報復。

#### 後續
9日，東京看守所在東京都府中把麻原的屍體火化，並依照麻原的遺願，將骨灰發交四女兒松本聰香（化名），但松本聰香以持有骨灰恐帶來生命危險為由拒絕，希望由日本政府保管，但麻原的其他親友爭搶他的遺骨，妻子松本知子、次女松本宇未（化名）、三女松本麗華、長男等人曾聯名上書時任法務大臣上川陽子，希望領回麻原遺骨。
11日，松本聰香改變心意，請律師瀧本太郎代發聲明表示，願意接受麻原遺願，收下骨灰，但打算比照賓拉登之死，海葬在太平洋，避免土葬或安置靈骨塔帶來其他問題，如墓地變成信徒聖地等，也避免邪教復辟。瀧本表示，如果將骨灰撒入太平洋海葬，寬廣無際的太平洋，不可能被定為特定的「聖地」，另外，還有顧慮松本聰香的人身安全，希望政府能協助進行海葬一事。
2021年7月，日本最高法院裁定次女松本宇未擁有骨灰的財產權。然而當局以「存在安全威脅風險」、「骨灰可能會被用於宗教目的」等理由拒絕交出骨灰，而宇未亦未能就移交骨灰一事與政府達成協議，於是於2022年10月再次入稟，她提出「自己與奧姆真理教的後繼組織沒有關係」，又指「自己不會不當使用其父親的遺骨及頭髮」，認為政府的憂慮是抽象的想法，故主張當局無權保留骨灰。2024年3月13日，東京地方法院認定宇未並沒有濫用她的權利，裁定她勝訴，並要求政府將骨灰歸還宇未。其後日本政府不服，於18日提出上訴。

### 餘波
“奥姆真理教”在麻原被捕後，改稱「阿雷夫教」（即希伯來字母第一個字母「א」）。“阿雷夫教”現在分裂為「阿雷夫教」、「光之輪」與「山田集團」，據日本情治單位統計資料，阿雷夫等三個組織在日本，有35個據點，信徒約1,650人，在俄羅斯也有460名追隨者。
2019年1月1日，日本东京某21岁男子在涩谷区竹下通駕車撞向行人，导致最少8人受伤，其中1人重伤。該男子自称所作所為，是為了报复政府处决13名奥姆真理教核心成员。